# Liste der Biografien/Rosew
Liste der Biografien |
Portal Biografien |
Personensuche
# |
A |
B |
C |
D |
E |
F |
G |
H |
I |
J |
K |
L |
M |
N |
O |
P |
Q |
R |
S |
T |
U |
V |
W |
X |
Y |
Z |
?
 
Ra |
Rb |
Rd |
Re |
Rh |
Ri |
Rj |
Rk |
Rl |
Rm |
Rn |
Ro |
Rr |
Rs |
Rt |
Ru |
Rv |
Rw |
Rx |
Ry |
Rz
 
Roa |
Rob |
Roc |
Rod |
Roe |
Rof |
Rog |
Roh |
Roi |
Roj |
Rok |
Rol |
Rom |
Ron |
Roo |
Rop |
Roq |
Ror |
Ros |
Rot |
Rou |
Rov |
Row |
Rox |
Roy |
Roz 
 
Rosa |
Rosb |
Rosc |
Rosd |
Rose |
Rosh |
Rosi |
Rosj |
Rosk |
Rosl |
Rosm |
Rosn |
Roso |
Rosp |
Rosq |
Ross |
Rost |
Rosu |
Rosv |
Rosw |
Rosy |
Rosz 
 
Rosea |
Roseb |
Rosec |
Rosed |
Rosef |
Roseg |
Roseh |
Rosei |
Rosel |
Rosem |
Rosen |
Roseo |
Roser |
Roses |
Roset |
Rosev |
Rosew |
Rosey
Die Liste der Biografien führt alle Personen auf, die in der deutschsprachigen Wikipedia einen Artikel haben. Dieses ist eine Teilliste mit 2 Einträgen von Personen, deren Namen mit den Buchstaben „Rosew“ beginnt.

## Rosew

### Rosewa
- Rosewall, Ken (* 1934), australischer TennisspielerKen Rosewall (* 1934)

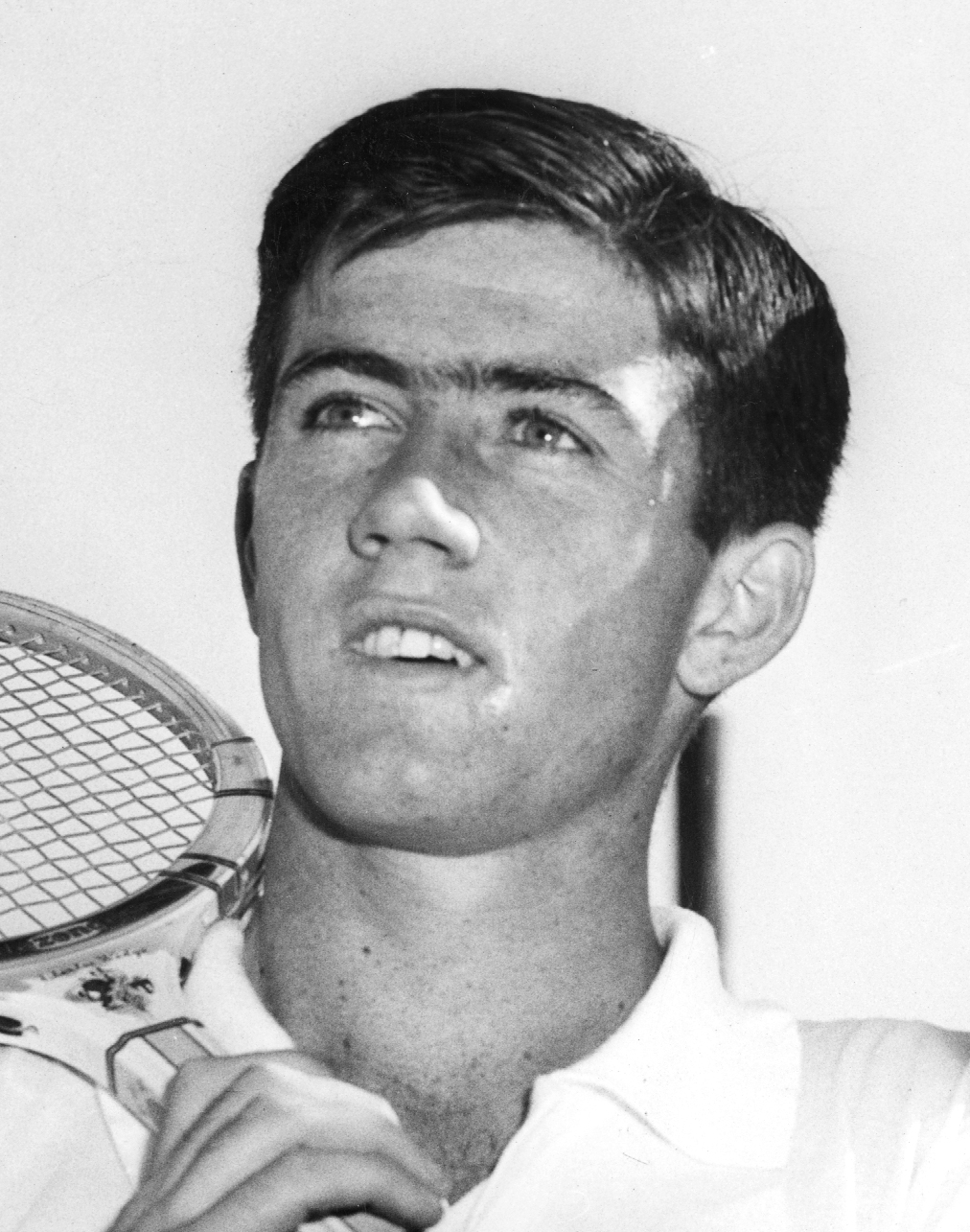
Ken Rosewall (* 1934)

### Rosewo
- Rosewoman, Michele (* 1953), US-amerikanische Jazzpianistin und -komponistin